# Armand Maulana
Armand Maulana, właśc. Tubagus Armand Maulana (ur. 4 kwietnia 1971 w Bandungu) – indonezyjski piosenkarz, wokalista zespołu rockowego Gigi.

## Życiorys
Żonaty z Dewi Gita, indonezyjską piosenkarką i aktorką. Para ma dziecko.

## Dyskografia
Albumy solowe
- 1993: Kau Tetap Milikku

Single
- 2014: Seperti Legenda (ft. Dewi Gita)
- 2016: Hanya Engkau yang Bisa
- 2016: Sebelah Mata

Z zespołem Gigi
- 1994: Angan
- 1995: Dunia
- 1996: 3/4
- 1997: 2 x 2
- 1998: Kilas Balik
- 1998: Baik
- 2000: The Greatest Hits Live
- 2001: Untuk Semua Umur
- 2002: The Best of Gigi
- 2003: Salam Kedelapan
- 2004: Raihlah Kemenangan
- 2005: Ost. Brownies
- 2005: Raihlah Kemenangan Repackage
- 2006: Next Chapter
- 2006: Pintu Sorga
- 2007: Peace, Love & Respect
- 2008: Jalan Kebenaran
- 2009: Gigi
- 2010: Amnesia
- 2011: Sweet 17
- 2012: Aku dan Aku
- 2014: Live At Abbey
- 2015: Mohon Ampun

Źródło: .